# Debbie Miller
Debbie Miller, född 27 september 1950, är en friidrottare från Kanada. Hon deltog vid olympiska sommarspelen 1968.